# تنها در خانه
‌‌تنها در خانه (به انگلیسی: Home Alone) فیلمی کمدی آمریکایی محصول سال ۱۹۹۰ به کارگردانی کریس کلمبوس و به نویسندگی و تهیه‌کنندگی جان هیوز است. این اولین فیلم از مجموعه‌ فیلم‌های تنها در خانه است. در این فیلم مکالی کالکین، جو پشی، دنیل استرن، جان هرد و کاترین اوهارا ایفای نقش کرده‌اند. کالکین در نقش کوین مک‌کالیستر، پسری را بازی می‌کند که پس از اینکه خانواده‌اش به‌طور تصادفی او را در سفر به پاریس در تعطیلات کریسمس جا می‌گذارند، از خانه‌اش در حومه شیکاگو در برابر سارقان دفاع می‌کند.
هیوز در تعطیلات این فیلم را نوشت و در ابتدا برادران وارنر قصد داشت این فیلم را تامین مالی و توزیع کند. با این حال، برادران وارنر پس از بالا رفتن بودجه بیش از حد تعیین شده، تولید را متوقف کرد. فاکس قرن بیستم پس از ملاقات‌های مخفیانه با هیوز مسئولیت‌ها را برعهده گرفت. کلمبوس و کالکین بلافاصله پس از آن استخدام شدند. فیلم‌برداری بین فوریه و مه سال ۱۹۹۰ در سراسر ایلینوی انجام شد.
تنها در خانه در ۱۰ نوامبر ۱۹۹۰ در شیکاگو به نمایش درآمد و در ۱۶ نوامبر در سینماهای ایالات متحده اکران شد. درحالی که استقبال از فیلم در ابتدا متفاوت بود، در سال‌های بعد استقبال از آن عموماً مثبت بود و از بازیگران، طنز و موسیقی آن تحسین شد. تنها در خانه ۴۷۶٫۷ میلیون دلار در سراسر جهان فروخت و تا زمان اکران خماری: قسمت دوم (۲۰۱۱) پرفروش‌ترین فیلم کمدی لایو اکشن بود و کالکین را به یک کودک ستاره تبدیل کرد. علاوه بر این، این فیلم دومین فیلم پرفروش ۱۹۹۰، پس از روح بود. این فیلم نامزد جایزه گلدن گلوب برای بهترین فیلم – موزیکال یا کمدی، و بهترین بازیگر مرد – فیلم موزیکال یا کمدی برای کالکین، و جایزه اسکار برای بهترین موسیقی فیلم به نام «جایی در خاطره من» شد. تنها در خانه از آن زمان به عنوان یکی از بهترین فیلم‌های کریسمس شناخته می‌شود. دنباله این فیلم، تنها در خانه ۲: گمشده در نیویورک در سال ۱۹۹۲ اکران شد.
در سال ۲۰۲۳، تنها در خانه برای حفظ در فهرست ملی ثبت فیلم توسط کتابخانه کنگره از لحاظ «فرهنگی، تاریخی یا زیبایی شناختی مهم» انتخاب شد.

## خلاصه داستان
خانوادهٔ مک‌کالیستر تصمیم دارند تا برای تعطیلات کریسمس به پاریس بروند. شب قبل از سفر، آنها در خانه کیت و پیتر که در منطقه‌ای در شیکاگو قرار دارد، جمع می‌شوند. کوین، کوچک‌ترین پسر کیت و پیتر، به دلیل ناپختگی، مورد تمسخر خواهر و برادرها، پسرعمو و دخترعموهایش قرار می‌گیرد. کوین پس از درگیری با برادر بزرگ‌ترش باز، که در آن بلیت هواپیمای کوین ناخودآگاه دور انداخته می‌شود، ناخواسته شام خانواده را خراب می‌کند. در نتیجه کیت او را به اتاق زیرشیروانی می‌فرستد. کوین مادرش را به‌خاطر اینکه به بقیه افراد خانواده اجازه می‌دهد که او را اذیت کنند، سرزنش و آرزو می‌کند تا خانواده‌اش ناپدید شوند. در طول شب، وزش باد شدید باعث قطعی برق می‌شود و ساعت زنگ‌دار را از کار می‌اندازد و باعث خواب زیاد خانواده می‌شود و به دلیل این که دیرشان شده سریع آماده می‌شوند. در سردرگمی و عجله برای رسیدن به فرودگاه، آنها کوین را به‌طور تصادفی فراموش می‌کنند.
کوین از خواب بیدار می‌شود و متوجه می‌شود که خانه خالی است و ماشین‌های اعضای خانواده هنوز در گاراژ است. غافل از اینکه آنها ون‌هایی را برای رفتن به فرودگاه اجاره کرده‌اند. او که فکر می‌کند آرزویش محقق شده است، از آزادی تازه یافته‌اش بسیار خوشحال است. پس از مدتی، کوین از همسایه کناری‌اش، «پیرمرد» مارلی، که شایعه شده است یک قاتل زنجیره‌ای است که خانواده‌اش را به قتل رسانده است، می‌ترسد. خانه مک‌کالیستر، توسط «راهزنان خیس»، هری و مارو، یک جفت سارق که به خانه‌های خالی دیگر در محله نفوذ کرده‌اند، تحت تعقیب قرار می‌گیرد. کوین آنها را فریب می‌دهد و آنها فکر می‌کنند که خانواده‌اش هنوز در خانه هستند. او آنها را مجبور می‌کند که برنامه‌های خود را برای سرقت از خانه مک‌کالیستر به تعویق بیندازند.
کیت در اواسط پرواز متوجه می‌شود که کوین جا مانده است و خانواده پس از رسیدن به پاریس متوجه می‌شود که تمام پروازهای دو روز آینده رزرو شده است و خطوط تلفن خانه‌ها در شیکاگو هنوز قطع است. پیتر و بقیه اعضای خانواده در آپارتمان برادرش می‌مانند، درحالی که کیت موفق می‌شود با هواپیما به اسکرانتون، پنسیلوانیا برگردد اما موفق نمی‌شود پروازی به شیکاگو پیدا کند. او با گاس پولینسکی، عضو اصلی یک گروه موسیقی درحال سفر آشنا می‌شود، که به او پیشنهاد می‌دهد تا با آنها در یک ون درحال حرکت به شیکاگو سفر کند.
در شب کریسمس، هری و مارو بلاخره متوجه می‌شوند که فقط کوین در خانه است و کوین صبحت‌های آنها را درمورد نقشه‌های نفوذ به خانه در همان شب می‌شنود. کوین دلتنگ خانواده‌اش می‌شود و از شبیه‌ساز محلی بابا نوئل می‌خواهد که اگر می‌تواند خانواده‌اش را برای کریسمس برگرداند. او به کلیسا می‌رود و اجرای یک گروه کر را تماشا می‌کند، درنهایت او دوباره با مارلی روبرو می‌شود و او می‌گوید که شایعات درموردش دروغ است. مارلی به نوه‌اش در گروه کر اشاره می‌کند و می‌گوید که هرگز او را ملاقات نکرده است زیرا او دختر پسرش است. کوین به مارلی پیشنهاد می‌کند که با پسرش آشتی کند.
کوین به خانه برمی‌گردد و تله‌های انفجاری جاسازی می‌کند. هری و مارو وارد تله‌ها می‌شوند و صدمات مختلفی متحمل می‌شوند. کوین با پلیس تماس می‌گیرد و این دو نفر را به خانه خالی همسایه‌ای می‌کشاند که آنها قبلا به آن نفوذ کرده بودند. هری و مارو، کوین را به دام می‌اندازند و آماده می‌شوند تا انتقام خود را از او بگیرند، اما مارلی مداخله می‌کند و با بیل برفی خود آنها را از پا در می‌آورد. پلیس از راه می‌رسد و هری و مارو را دستگیر می‌کند و تمام خانه‌هایی را که به‌دلیل عادت آنها به ایجاد سیل، به آنها نفوذ کرده بودند را شناسایی می‌کند.
در روز کریسمس، کوین بعد از اینکه متوجه می‌شود که خانواده‌اش هنوز برنگشته است، ناامید می‌شود. اما کیت به خانه برمی‌گردد و آنها آشتی می‌کنند. بقیه اعضای خانواده پس از انتظار در پاریس برای پرواز مستقیم به شیکاگو، بازمی‌گردند. کوین درمورد برخوردش با هری و مارو سکوت می‌کند، اگرچه پیتر دندان طلایی هری را پیدا می‌کند. سپس کوین با خوشحالی شاهد دیدن مارلی با پسر، عروس و نوه‌اش است.

## بازیگران
- مکالی کالکین در نقش کوین مک‌کالیستر، پسری هشت ساله که اهل شیطنت و کارهای خطرناک است
- جو پشی در نقش هری، دزدی که به‌همراه مارو به خانه خانواده مک‌کالیستر هجوم می‌آورد
- دنیل استرن در نقش مارو، دزدی که به‌همراه هری به خانه خانواده مک‌کالیستر هجوم می‌آورد
- جان هرد در نقش پیتر مک‌کالیستر، پدر کوین
- رابرتس بلوزوم در نقش مارلی، همسایه مسن کوین
- کاترین اوهارا در نقش کیت مک‌کالیستر، مادر کوین
- آنجلا گوتالس در نقش لینی مک‌کالیستر، خواهر بزرگ‌تر کوین
- دوین راتری در نقش باز مک‌کالیستر، برادر بزرگ کوین که اغلب او را به دردسر می‌اندازد
- گری بامن در نقش عمو فرانک مک‌کالیستر، برادر بزرگ بی‌ادب، ظالم، بداخلاق، خسیس و خودخواه پیتر
- جان کندی در نقش گاس پولینسکی، یک نوازنده خوش قلب پولکا که به کیت کمک می‌کند
- لری هانکین در نقش افسر لری بالزاک
- مایکل سی. مارونا در نقش جف مک‌کالیستر، برادر بزرگ‌تر کوین
- کریستین مینتر در نقس هدر مک‌کالیستر، بزرگ‌ترین پسرعموی کوین
- دایانا کامپئانو در نقش سوندرا مک‌کالیستر، دخترعموی بزرگ‌تر کوین
- جدادیا کوهن در نقش راد، پسرعموی بزرگ‌تر کوین و پسر بزرگ‌تر راب، که با عمو فرانک و زن‌عمو لزلی زندگی می‌کند
- کیرن کالکین در نقش فولر مک‌کالیستر، کوچک‌ترین پسرعموی کوین
- سنتا موزس در نقش تریسی، دخترعموی بزرگ‌تر کوین
- آنا اسلاتکی در نقش بروک، دخترعموی کوچک‌تر کوین
- تری اسنل در نقش زن‌عمو لزلی مک‌کالیستر، همسر فرانک
- جفری وایزمن در نقش میچ مورفی، همسایه‌ای هشت ساله که هدر درحین شمارش افراد، او را با کوین اشتباه می‌گیرد
- ویرجینیا اسمیت در نقش جورجت، زن‌عموی کوین، همسر عمو راب و مادر هدر و اشتفان
- مت دوهرتی در نقش اشتفان، پسرعموی بزرگ‌تر کوین
- رالف فودی در نقش گنگستر شماره ۱ (جانی)، شخصیت فیلم فرستگان با روح‌های پلید
- مایکل گویدو در نقش گنگستر شماره ۲ (اسنیکز)، شخصیت فیلم فرشتگان با روح‌های پلید
- ری تولر در نقش عمو راب، عموی کوین، برادر کوچک‌تر پیتر و عمو فرانک و پدر هدر و اشتفان
- بیلی برد در نقش زنی در فرودگاه، آیرین، که بلیط سفرش به دالاس را به کیت می‌فروشد
- بیل اروین در نقش مردی در فرودگاه، اد، شوهر آیرین که با فروش بلیط آیرین موافق است
- گری بکر در نقش افسر شماره یک
- آلن وایلدر در نقش نماینده بلیط اسکرانتون
- هوپ دیویس در نقش نماینده بلیط فرانسه
- کنت هادسون کمبل در نقش بابا نوئل، مردی با لباس بابا نوئل که کوین با او ملاقات می‌کند
- جیم اورتلیب در نقش هرب کارمند داروخانه

## تولید

### توسعه
نویسنده و تهیه‌کننده جان هیوز، ایده فیلم تنها در خانه را در حین آماده شدن برای تعطیلات به ذهنش خطور کرد. او گفت: «برای تعطیلات می‌رفتم و فهرستی از همه چیزهایی که نمی‌خواستم فراموش کنم، تهیه می‌کردم. فکر کردم، «خوب بهتر است بچه‌هایم را فراموش نکنم.» سپس فکر کردم، «اگر پسر ده ساله‌ام را در خانه تنها بگذارم، چه خواهد کرد؟» هیوز هشت صفحه یادداشت نوشت که به فیلم‌نامه تبدیل شد. با تصور اینکه کودکان به طور طبیعی بیشتر از دزدها می‌ترسند، هیوز این جنبه را نیز در داستان فیلم گنجانده است.
تنها در خانه ابتدا قرار بود توسط برادران وارنر تأمین مالی و توزیع شود. هیوز قول داد که می‌تواند این فیلم را با بودجه‌ای کمتر از ۱۰ میلیون دلار بسازد، که بسیار کمتر از بودجه تولید اکثر فیلم‌های سینمایی آن دوره بود. با نگرانی از اینکه این فیلم ممکن است از این مقدار فراتر رود، هیوز قبل از تولید مخفیانه با فاکس قرن بیستم دیدار کرد تا ببیند اگر وارنر انعطاف‌ناپذیر باشد، آیا آنها این پروژه را تأمین مالی می‌کنند یا خیر‌. طبق گفته اسکات روزنفلت، تهیه‌کننده اجرایی، یک نسخه از فیلمنامه به صورت «مخفیانه» به فاکس تحویل داده شد، که از محدودیت‌های قانونی که مانع دیدن آن توسط فاکس تا زمان چرخش پروژه می‌شد، دور زد. در اوایل تولید، بودجه به ۱۴٫۷ میلیون دلار افزایش یافت. وارنر خواستار کاهش آن به ۱٫۲ میلیون دلار شد؛ تهیه‌کنندگان با یک یادداشت پاسخ دادند که استدلال می‌کرد بودجه نمی‌تواند بیشتر کاهش یابد. وارنر که قانع نشده بود، روز بعد تولید را متوقف کرد، اما زمانی که فاکس پیشنهاد هیوز را پذیرفت، به سرعت از سر گرفته شد. بودجه نهایی به ۱۸ میلیون دلار افزایش یافت.
هیوز از پاتریک رید جانسون خواسته بود که کارگردانی کند، اما او متعهد به کارگردانی مهاجمان فضایی (۱۹۹۰) بود. او به کریس کلمبوس روی آورد، که قبل از شروع فیلم‌برداری به دلیل اختلاف شخصی با بازیگر اصلی، چوی چیس، فیلم تعطیلات کریسمس نشنال لمپون (۱۹۸۹) را ترک کرده بود، زیرا کلمبوس می‌گفت با او «مثل خاک» رفتار می‌کرد. هیوز فیلمنامه‌های تنها در خانه و به صخره‌ها برس (۱۹۹۸) را به او داد؛ کلمبوس تصمیم گرفت تنها در خانه را کارگردانی کند، زیرا آن را بامزه‌تر می‌دانست و تم کریسمس آن را دوست داشت. کلمبوس یک بازنویسی بدون اعتبار از فیلمنامه انجام داد؛ از جمله مشارکت‌های او شخصیت پیرمرد مارلی بود که او برای دادن یک لایه جدی‌تر به داستان، و همچنین یک پایان احساسی‌تر و شادتر، ایجاد کرد.

### انتخاب بازیگران

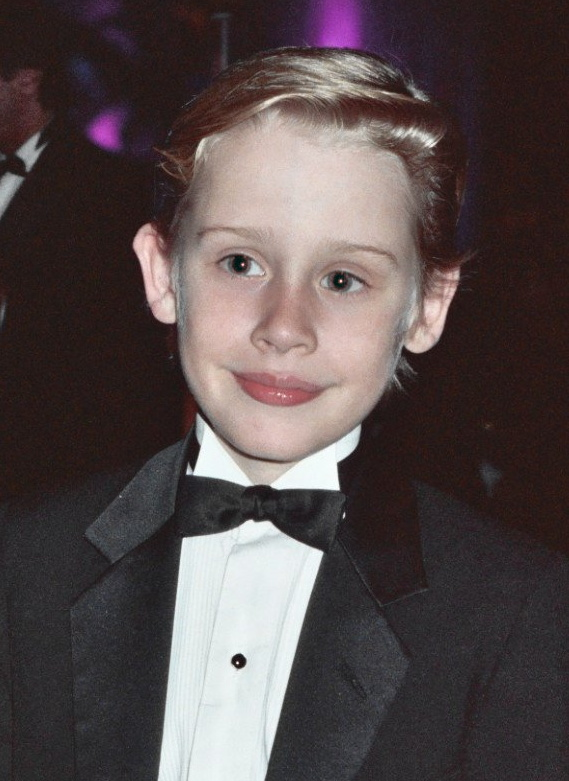
مکالی کالکین (تصویر در سال ۱۹۹۱) بازیگر نقش اصلی فیلم بود.

هیوز به کلمبوس پیشنهاد داد که به دلیل تجربه مکالی کالکین در حین فیلم‌برداری عمو باک (۱۹۸۹)، او را به عنوان کوین انتخاب کنند. کلمبوس با ۲۰۰ بازیگر دیگر برای این نقش ملاقات کرد، زیرا احساس می‌کرد این «مسئولیت کارگردانی» اوست. جان مولانی پس از اینکه در یک گروه کمدی اسکیچ کودکان دیده شد، برای نقش کوین درخواست تست داد، اما والدینش این فرصت را رد کردند. کلمبوس سرانجام با کالکین ملاقات کرد و موافقت کرد که او انتخاب درستی است.
پس از اینکه رابرت دنیرو و جان لاویتس نقش هری را رد کردند، جو پشی آن را پذیرفت. نقش عمو فرانک برای کلسی گرمر نوشته شده بود، اما وقتی گرمر در دسترس نبود، به گری بامان داده شد.
دنیل استرن در نقش مارو بازی کرد، اما قبل از شروع فیلم‌برداری، به او گفته شد که برنامه تولید از شش هفته به هشت هفته افزایش یافته است. او پس از اینکه برای برنامه طولانی‌تر حقوق بیشتری دریافت نمی‌کرد، کناره‌گیری کرد. دانیال روبوک برای جایگزینی او استخدام شد، اما پس از دو روز تمرین، کلمبوس احساس کرد که او شیمی کافی با پشی ندارد و استرن را بازگرداند. روبوک بعداً گفت که اگرچه از اخراج شدن از تولید ناراحت بود، اما اکنون معتقد بود که این تجربه «یک نقطه کوچک بی‌اهمیت» بود. کریس فارلی برای نقش فردی که نقش بابانوئل را بازی می‌کرد، تست داد، اما نتوانست کلمبوس را تحت تأثیر قرار دهد.
جان کندی فقط یک روز برای فیلمبرداری صحنه‌های خود در دسترس بود که ۲۳ ساعت طول کشید. او فقط ۴۱۴ دلار دریافت کرد، زیرا این فیلم را به عنوان لطف به هیوز انجام داد. در عوض، او تنها بازیگری بود که هیوز به او اجازه داد از فیلمنامه خارج شود؛ طبق گفته کلمبوس، تمام دیالوگ‌های او بداهه‌پردازی شده بود.

### فیلم‌برداری

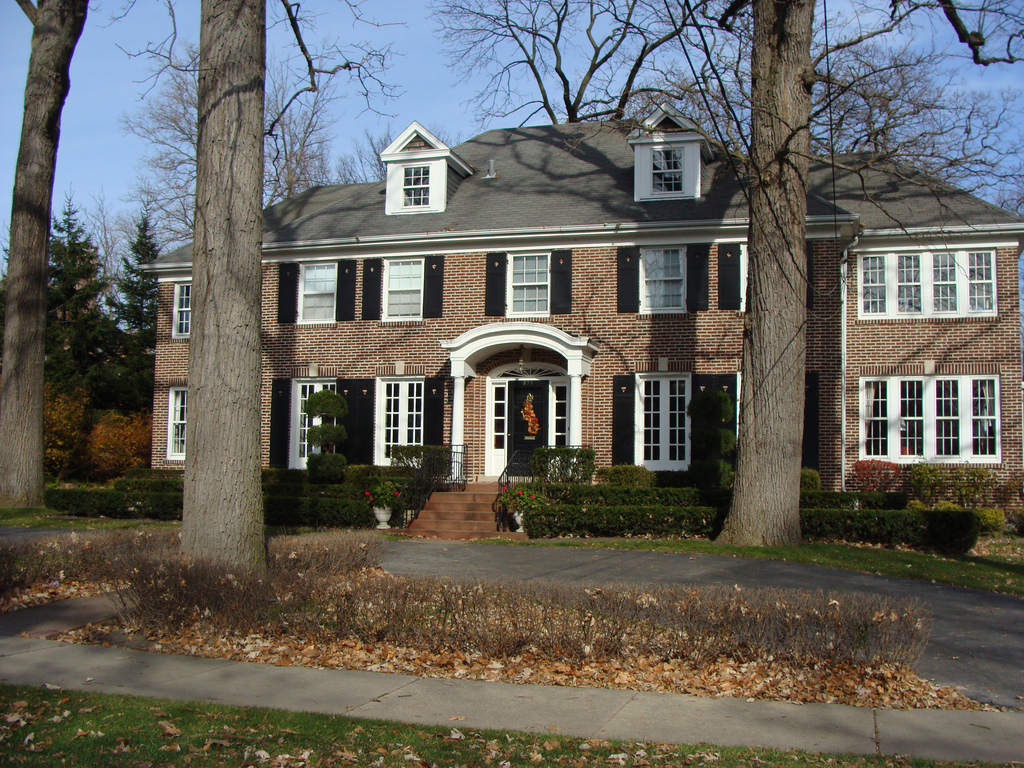
خانه فیلم تنها در خانه در وینتکا، ایلینوی

تصویربرداری اصلی از ۱۴ فوریه ۱۹۹۰ تا ۸ مه ۱۹۹۰، در مدت ۸۳ روز با بودجه ۱۸٫۳ میلیون دلار انجام شد. صحنه‌های خارجی خانه در محل یک خانه تک خانواده سه طبقه واقع در ۶۷۱ خیابان لینکلن در روستای نورث شور وینتکا، ایلینوی فیلم‌برداری شد، جایی که بسیاری از فیلم‌های قبلی هیوز نیز در خانه‌های مختلف فیلم‌برداری شده بود، تنها بخش‌های داخلی خانه که برای فیلم‌برداری استفاده شد و به فیلم نهایی راه یافت، پله‌های اصلی، زیرزمین، اتاق زیر شیروانی و بیشتر طبقه اول بود، در حالی که تمام بخش‌های داخلی دیگر خانه (از جمله اتاق‌های ذکر شده) در یک استودیو صدا تکثیر شدند تا فضای بیشتری برای تجهیزات و خدمه فراهم شود. این مجموعه‌ها در سالن ورزشی آن زمان متروک دانشگاه غربی نیو ترایر ساخته شدند، که قبلاً توسط هیوز برای عمو باک و مرخصی فریس بولر استفاده شده بود، جایی که شرکت تولید قبلاً دفاتر خود را راه‌اندازی کرده بود. خیابان لینکلن ۶۷۱ بعداً به یک جاذبه گردشگری تبدیل شد. خانه درختی در حیاط خلوت به طور خاص برای فیلم ساخته شد و پس از پایان فیلم‌برداری برچیده شد.
کوین پس از سومین برخورد با مارلی در پارک هابرد وودز در وینتکا فرار می‌کند. علاوه بر این، صحنه‌ای که کوین در زیرزمین پر از آب همسایه‌اش قدم می‌زند، در استخر خالی دانشگاه مذکور نیو ترایر فیلم‌برداری شد، ، با فضای داخلی کابین درجه یک هواپیمای آمریکایی ایرلاینز DC-10 در زمین‌های بسکتبال انجام شد. صحنه‌های خارجی کلیسا در کلیسای متحد متودیست ترینیتی در ویلمت، ایلینوی فیلم‌برداری شد، در حالی که صحنه‌های داخلی در کلیسای اپیسکوپال گریس در اوک پارک، ایلینوی فیلم‌برداری شد. فیلم‌برداری همچنین در طول چهار روز شانزده ساعته در فرودگاه بین‌المللی اوهر، که هم برای خود و هم برای فرودگاه اورلی در پاریس خدمت می‌کرد، انجام شد. جان کندی ظاهر کامئوی خود را برای فیلم در طول یک روز در میدان میگز فیلم‌برداری کرد.
برای فیلم درون فیلم، فرشتگانی با روح‌های کثیف (عنوانی که پارودی فیلم جنایی ۱۹۳۸ فرشتگانی با چهره‌های کثیف است)، فیلم‌برداری فقط یک روز، در آخرین «روز تست» قبل از شروع رسمی فیلم‌برداری اصلی انجام شد. برای ایجاد توهم اینکه این فیلم یک فیلم گانگستری واقعی دهه ۱۹۴۰ است، صحنه با فیلم منفی سیاه و سفید فیلم‌برداری شد و دفتر جانی دارای وسایل آن دوره بود. مانند بسیاری از فیلم، بیشتر دنباله با زاویه‌های پایین و گسترده فیلم‌برداری شد که به گفته روزنامه‌نگار دارین کینگ، «اقدام را به گونه‌ای نشان می‌دهد که انگار یک کودک آن را درک می‌کند». در ابتدا، رالف فودی قرار بود نقش اسنیکس را بازی کند و مایکل گیدو قرار بود نقش جانی را بازی کند، اما از آنجایی که فودی به تازگی جراحی تعویض زانو انجام داده بود، نتوانست صحنه مرگ را بازی کند که در آن اسنیکس به زانو می‌افتند، که منجر به تعویض نقش‌ها شد.
خولیو ماکات، فیلم‌بردار، یادآوری کرد که کار با پشی سخت‌تر از کالکین بود. این بازیگر مسن‌تر معتقد بود که برخی از دیالوگ‌ها کیفیت متناسب با توانایی بازیگری او را نداشت. او همچنین از تماس‌های واحد اولیه ناراحت بود، زیرا مانع از شروع روز او با نه حفره گلف می‌شد، همانطور که ترجیح می‌داد انجام دهد. بعد از اینکه او یک روز دستیار کارگردان را از یقه گرفت تا در مورد این موضوع شکایت کند، زمان‌های تماس روزانه از ۷ به ۹ صبح تغییر داده شد تا دورهای او را در نظر بگیرد. در طرف دیگر برنامه، خدمه زمان محدودی برای فیلم‌برداری بسیاری از صحنه‌های شبانه داشتند، زیرا به دلیل سن کالکین، نمی‌توانستند بعد از ساعت ۱۰ شب کار کنند.
پشی در مصاحبه‌ای با مجله پیپل در سال ۲۰۲۲ در مورد کار با کالکین گفت، «من عمداً تعاملاتم با او را محدود کردم تا پویایی را حفظ کنم» و اطمینان داشت که «در صفحه نمایش به نظر نرسد که ما به هیچ وجه دوستانه هستیم» تا «تمامیت رابطه خصمانه را حفظ کنیم».
در صحنه، پشی و استرن هر دو مشکل داشتند از فحش دادن خودداری کنند، که برای پسی آزاردهنده شد، زیرا کالکین نیز در صحنه بود. در واقع، تنها کلمات فحش که وارد فیلم شدند، «shit» بود که به طور تصادفی توسط دنیل استرن گفته شد وقتی کفشش از در حیوانات خانگی افتاد و «hell»، که توسط پشی و استرن گفته شد پس از اینکه شخصیت‌های آنها پس از عبور از تله‌های کوین با هم روبرو شدند و توسط جانی به شخصیت اسنیکس در فرشتگانی با روح‌های کثیف گفته شد. استفاده پشی از «فحش دادن کاریکاتوری» یا هذیان تهدیدآمیز، با شخصیت یوسمیتی سم از لونی تونز مقایسه شد.
بدلکارهای فیلم نیز در حین فیلمبرداری برای گروه تنش ایجاد کردند. کلمبوس گفت: «هر بار که بدلکاران یکی از آن بدلکاری‌ها را انجام می‌دادند، خنده‌دار نبود. ما تماشا می‌کردیم و من فقط دعا می‌کردم که بچه‌ها زنده باشند.» بدلکارها در ابتدا با تسمه‌های ایمنی آماده می‌شدند، اما به دلیل دید آنها در دوربین، بدلکاری‌های نهایی فیلم بدون آنها انجام شد. تروی براون و لئون دلینی به ترتیب بدلکاران پشی و استرن بودند. در طول یکی از تمرین‌ها برای صحنه‌ای که هری سعی می‌کند انگشت کوین را گاز بگیرد، بین پشی و کالکین آسیب دیدگی رخ داده بود؛ کالکین هنوز هم جای زخم دارد. تارانتولایی که روی صورت استرن راه می‌رود، واقعی بود.
سنتا موزس، که نقش تریسی را بازی می‌کرد، در سال ۲۰۲۰ یادآوری کرد که یکی از سخت‌ترین صحنه‌ها برای فیلم‌برداری، دویدن خانواده از طریق فرودگاه بین‌المللی اوهر برای رسیدن به پروازشان بود. اگرچه مدت زیادی طول نمی‌کشد، اما فیلمبرداری آن چند روز طول کشید. او به هالیوود ریپورتر گفت: «هزاران نفر اضافی وجود داشتند که همه با مهارت هماهنگ شده بودند تا هیچ یک از ما در خطر نباشیم که با سرعت کامل از ترمینال خطوط هوایی آمریکا بدویم و ما با سرعت کامل دویدیم. گاهی اوقات به هم برخورد می‌کردیم، مثل یک تصادف چند ماشینی در بزرگراه، و فقط می‌خندیدیم... تنظیمات زیادی وجود داشت و لحظات خطر به سختی از دست رفت، اما تا جایی که من می‌دانم، کسی آسیب ندید.»

## موسیقی
کلمبوس در ابتدا امیدوار بود که بروس بروتن موسیقی فیلم را بسازد و پوسترهای اولیه او را به عنوان آهنگساز معرفی می‌کردند. با این حال، بروتن مشغول کار بر روی امدادگران: مأموریت زیرزمینی (۱۹۹۰) بود و مجبور شد در آخرین لحظه لغو کند. کلمبوس بعداً توانست با استیون اسپیلبرگ تماس بگیرد که به او کمک کرد تا با جان ویلیامز تماس بگیرد تا موسیقی نهایی را تولید کند. آهنگ‌های سنتی کریسمس، مانند «ای شب مقدس» و «سرود زنگ‌ها»، به همراه آهنگ تم فیلم «جایی در خاطراتم» در فیلم برجسته هستند. موسیقی متن توسط سونی کلاسیک رکوردز در کاست در ۴ دسامبر ۱۹۹۰، و در ۲۷ مه ۲۰۱۵ در سی‌دی منتشر شد.

## انتشار

### تئاتر
تنها در خانه در ۱۰ نوامبر ۱۹۹۰ در شیکاگو با نمایش درآمد. این فیلم در ۱۶ نوامبر ۱۹۹۰ به طور گسترده اکران شد.

### رسانه خانگی
تنها در خانه برای اولین بار توسط فاکس ویدئو بر روی وی‌اچ‌اس و لیزردیسک در ایالات متحده در ۲۲ اوت ۱۹۹۱ منتشر شد، اولین ویدئوی آنها به طور مستقیم برای فروش عرضه شد و نه ابتدا به بازار اجاره ویدئو. این فیلم ۱۱ میلیون نسخه فروخت و درآمد ۱۵۰ میلیون دلاری برای فاکس به همراه آورد، که همراه با ئی.تی. موجود فرازمینی، پرفروش‌ترین ویدئو در آن زمان بود. به دلیل فروش، فیلم در بازار اجاره عملکرد خوبی نداشت.
این فیلم بعداً در ۵ اکتبر ۱۹۹۹ به عنوان یک بسته پایه روی دی‌وی‌دی منتشر شد. فیلم در ۲ دسامبر ۲۰۰۸ با عنوان نسخه خانوادگی سرگرم‌کننده روی بلوری منتشر شد، و در ۵ اکتبر ۲۰۱۰ به همراه تنها در خانه ۲: گم‌شده در نیویورک در یک بسته مجموعه منتشر شد. این فیلم در ۶ اکتبر ۲۰۱۵، همراه با چهار دنباله خود در یک جعبه به نام تنها در خانه: نسخه کریسمس نهایی کلکسیونر ۲۵ سالگی مجدداً روی دی‌وی‌دی و بلوری منتشر شد.
در ۱۵ سپتامبر ۲۰۲۰، سرگرمی خانگی والت دیزنی و استودیوهای قرن بیستم، تنها در خانه را به مناسب سی‌امین سالگرد آن در ایالات متحده، روی اولترا اچ‌دی بلوری منتشر کردند.

## دنباله
در سال ۱۹۹۲ دنباله‌ای از این فیلم به نام تنها در خانه ۲: گم‌شده در نیویورک ساخته و اکران شد. در سال ۱۹۹۷ تنها در خانه ۳ ساخته شد که داستان و شخصیت‌های آن با سری‌های قبلی متفاوت بود. در سال ۲۰۰۲ تنها در خانه ۴: پس گرفتن خانه ساخته شد که شخصیت‌های فیلم همان شخصیت‌های فیلم تنها در خانه ۱ و ۲ بودند، ولی بازیگران متفاوت بودند.
تنها در خانه: سرقت در تعطیلات نیز در ۲۵ نوامبر ۲۰۱۲ از شبکه ای‌بی‌سی پخش گردید.
تنها در خانه ۶ هم در سال ۲۰۲۱ به کارگردانی دن میزر پخش شد. قسمت ششم این مجموعه در ۲۱ آبان ۱۴۰۰ به نمایش گذاشته شد. عنوان این فیلم تنها در خانه دوست داشتنی Home Sweet Home Alone بود. این فیلم ششمین قسمت از مجموعه فیلم‌های تنها در خانه است که مانند فیلم‌های قبلی در مورد یک خانواده پر هرج و مرج در ایام کریسمس است که پسرشان را تنها در خانه جا می‌گذارند.